# Università statale della Georgia
L'Università statale della Georgia (in inglese Georgia State University, abbreviato in Georgia State o GSU) è un'università pubblica di ricerca situata ad Atlanta, in Georgia.

## Descrizione
Fondata nel 1913, è una delle quattro università di ricerca dell'University System of Georgia. È anche la più grande istituzione di istruzione terziaria per numero di iscritti della Georgia ed è tra le migliori 10 della nazione per numero di studenti: nel 2018, c'erano circa 53 000 studenti, compresi circa 33 000 studenti undergraduate e graduate nel campus principale.
La piattaforma di classificazione Carnegie (Carnegie Classification framework) colloca la Georgia State all'interno della categoria "R1: Doctoral Universities – Very high research activity" (attività di ricerca molto alta), la categoria con le università statunitensi impegnate nella ricerca ad alto livello. Gli oltre 200 milioni di dollari di spesa in ricerca per l'anno fiscale 2017 classificano la GSU come prima della nazione per il secondo anno di fila tra le università senza una facoltà di ingegneria o di medicina. L'offerta didattica dell'università è la più completa della Georgia, con più di 250 corsi di laurea in oltre 100 campi di studio distribuiti in 10 sedi. La Georgia State ha due biblioteche: la University Library, divisa in Library North e Library South nel campus principale e anche nei campus Perimeter College, e la Law Library, situata nel campus principale. Insieme contengono 13 milioni di volumi e vengono entrambe utilizzate come depositi di documenti federali. La Georgia State ha un impatto economico di $2,5 miliardi in Georgia.
Le squadre sportive intercollegiali della Georgia State University, i Georgia State Panthers, competono nella Sun Belt Conference della NCAA Division I, con l'eccezione della squadra di beach volley, che compete nella Coastal Collegiate Sports Association. La Georgia State è un membro fondatore della Sun Belt Conference.